# Кубок УЄФА (трофей)
Кубок УЄФА (англ. UEFA Cup) — трофей, що щорічно вручається УЄФА футбольному клубу, що отримав перемогу у фіналі Ліги Європи УЄФА. До сезону 2008—2009 включно трофеєм нагороджувалися переможці Кубка УЄФА.

## Опис
Сам трофей — це срібний кубок на мармуровій основі вагою 15 кілограмів, що був виготовлений в міланській майстерні Бертоні напередодні фіналу Кубка УЄФА у 1972 році. Головний приз Ліги Європи не має ручок, завдяки чому виглядає одночасно й просто, й елегантно. Фігури гравців, які ведуть боротьбу за м'яч, виконують не тільки декоративну функцію, але й надають конструкції стійкість, тримаючи на своїх плечах восьмигранний кубок з емблемою УЄФА.

## Володіння трофеєм
Трофей Ліги Європи УЄФА є перехідним кубком. До реформи змагання відповідно до правил УЄФА переможець турніру отримував оригінал кубка після трьох перемог в турнірі поспіль або після п'ятої перемоги, незалежно від того, чи були вони взяті одна за одною. Відлік циклу перемог робився з моменту попередньої передачі трофею на вічне зберігання. Після цього починався новий цикл. Але виконати вказані вимоги не змогла жодна команда. Клуб, що виграв Лігу Європи УЄФА і не відповідав переліченим вище критеріям, мав право зберігати трофей у себе впродовж наступного сезону і повинен був повернути його УЄФА за два місяці до наступного фіналу. Також переможець турніру отримував копію трофею розміром в 4/5.
За новими правилами, що набули чинності з сезону 2009/10, трофей зберігається в УЄФА вічно, кожному переможцеві вручається повнорозмірна копія кубка. Клубу, що ставав три сезони поспіль переможцем турніру або той, що взяв загалом п'ять перемог, оригінальний трофей не залишається.

## Цікаві факти
- Цікавим фактом є те, що сама посудина Кубка УЄФА не є герметичною, у зв'язку з чим в нього неможливо налити яку-небудь рідину, тому гравці команди-переможниці цього змагання позбавлені можливості традиційного розпивання шампанського із завойованого трофея.